# SKY Towers
De SKY Towers  zijn twee wolkenkrabbers in het Belgische Oostende, vlak bij Station Oostende en de Jachthaven Mercator. De bouw werd eind 2019 gestart door vastgoedgroep Degroote. Het complex bestaat uit 6 gebouwen met appartementen, kantoren, winkels en horeca. 
De oplevering van het hoogste gebouw, de Sky Tower One, is gepland voor eind 2022. Deze landmark, pal in het centrum, telt 30 bouwlagen bestaande uit twee bouwlagen state-of-the-art offices, een 150-tal SKY-appartementen en een rooftop-restaurant met fenomenale uitzichten.
Het gehele project wordt naar verwachting eind 2026 opgeleverd.
In 2024 werd in Sky Tower One Haut geopend, het hoogste restaurant van België. Haut won later dat jaar de prijs van hoogste nieuwkomer van Vlaanderen bij Gault Milleau en kwam zo binnen bij de gids met 15,5 /20 . de chef bij Haut is Dimitri Proost.  

## Fotogalerij

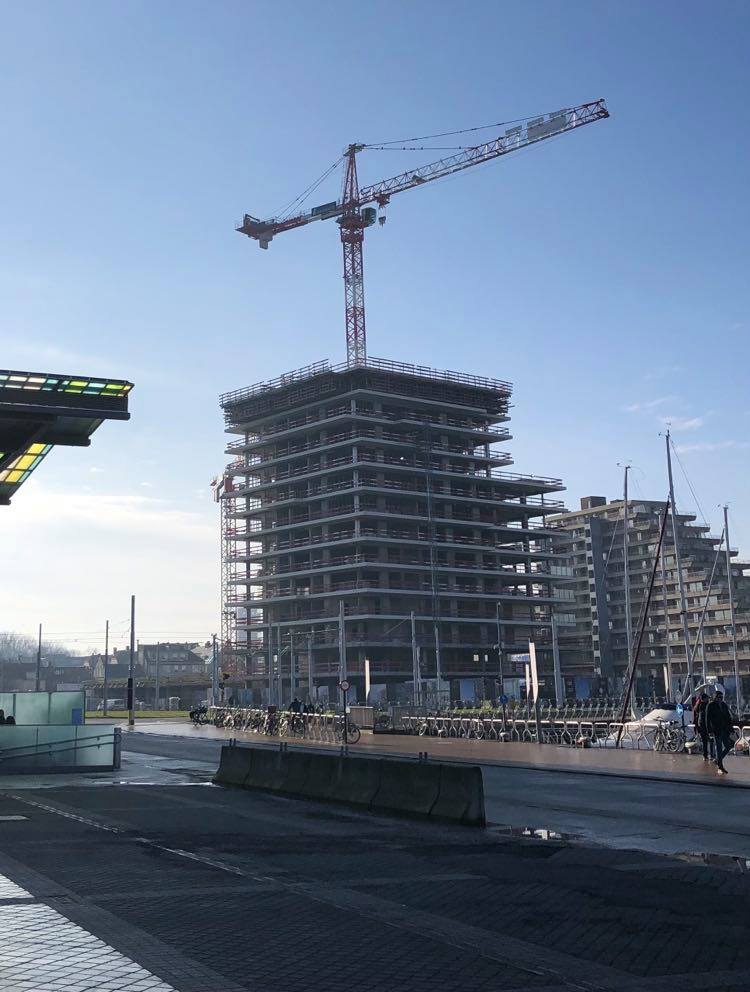
Februari 2021
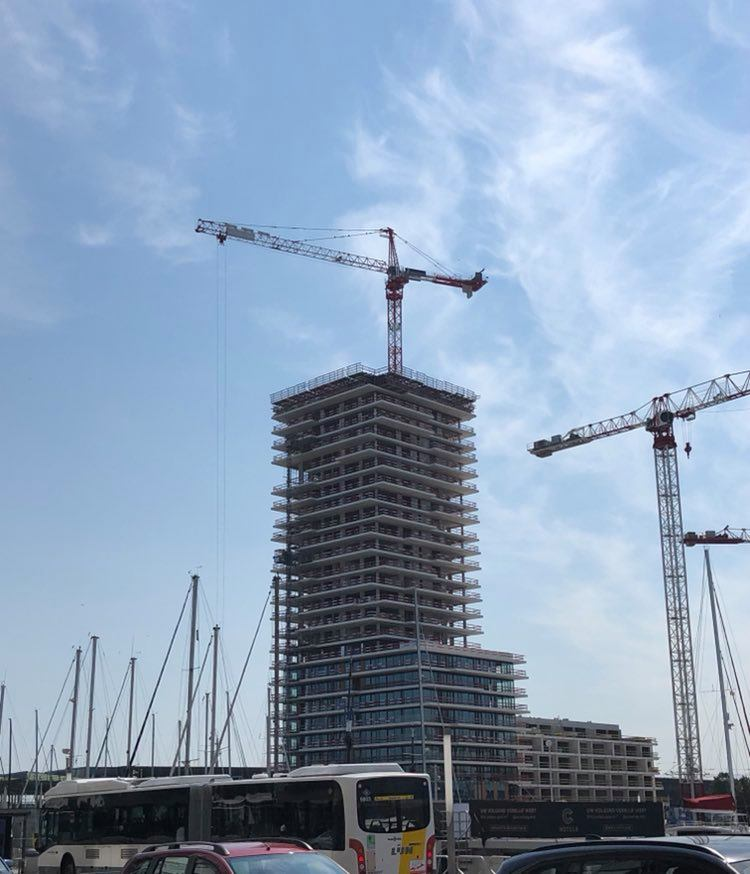
Juli 2021
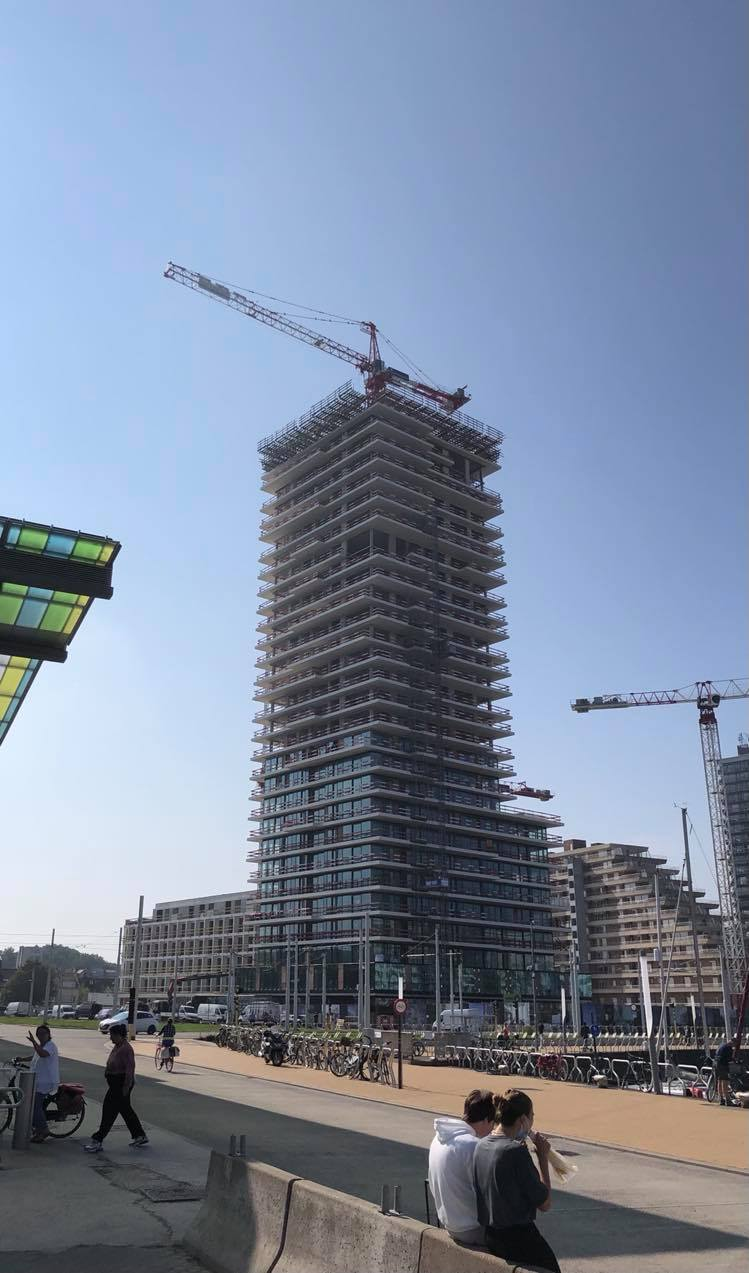
September 2021
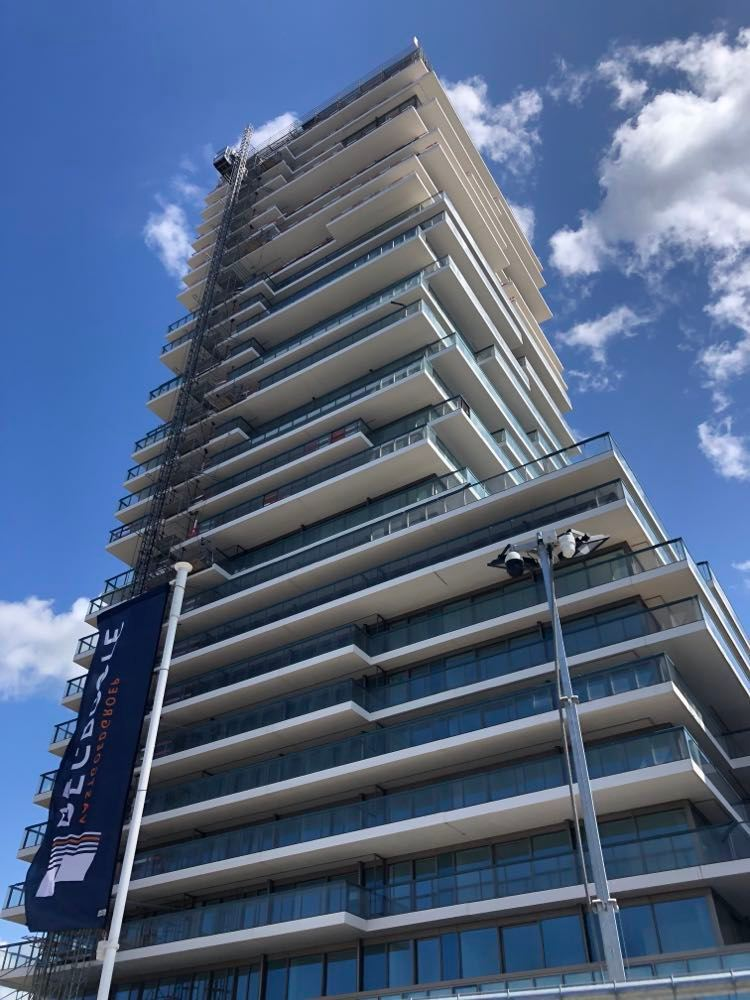
Juli 2022